# Stukizd!!!
『Stukizd!!!』（ステューキッド）は、2006年5月24日に発売された、ロックバンド・少年カミカゼのメジャー1枚目のアルバム。

## 概要
- メジャー初アルバムであるが、この時点までのベスト・アルバムという扱いでもある。
- 予約特典として特大ポスターが付いていた。
- 収録曲13（実際は14）のうちシングル曲4、カップリング曲1、インディーズシングル曲2、新曲7という構成である。
- 後のベスト・アルバム『BEST』にはM1〜M3、M5〜M8、M10、M11が収録されている。

## 収録曲
1. MUSIC VIBE.06 〜feat.DJ SHUHO〜
2ndシングル。日本テレビ系『女優魂』2月度EDテーマ。
2. Colony
4thシングル。TBS系TV『ランク王国』4・5月度OPテーマ。
3. 流星リミット
メジャーデビューシングルのタイトル曲を最後まで「ココロアンテナ」と争った曲。
歌詞カードに乗っていない英語の部分は一時、公式HPで紹介されていた。
4. 83's RADIO★
マイカル「ビブレ06夏情熱バーゲン」のTV-CM。
5. BUZZSURF
スペースワールドギャラクシーサマーパーティ イメージソング。
両A面のインディーズ1stシングル「BUZZSURF/MICRO SUNNY」タイトル曲。
6. WALK ON THE UNIVERSE
テレビ東京系全国ネット『みんなの星!』オンエアソング。
7. SAKURA re CAPSULE
3rdシングル。日本テレビ系『音楽戦士 MUSIC FIGHTER』4月度POWERPLAY。
8. 「君に逢いに行くときの歌」
作詞を行った和教の地元、西宮周辺に住む男女が夜にデートする内容の曲。「夙川」「西田公園」と固有名詞も登場する。
少年カミカゼの曲の中で唯一ハーモニカが使用されている（和教が吹いている）。なお、本来ギターの南つかさはキーボードを弾いている。
2ndアルバム『MASTER'D』には後日談である続編が収録されている。
9. Gran partita
「partita」（バロック時代の組曲）という言葉がタイトルに用いられているが、それを意識した部分はイントロなどに多少見られる。
10. ココロアンテナ
1stシングル。テレビ東京系『元祖!でぶや』EDテーマ。
11. Go around the cherry coke!!
3rdシングル「SAKURA re CAPSULE」のカップリング。
12. MICRO SUNNY
コナミ『新・ボクらの太陽〜逆襲のサバタ〜』2005TVCM。
MBS・TBS系全国28局ネット『世界バリバリ☆バリュー』EDテーマ。
両A面のインディーズ1stシングル「BUZZSURF/MICRO SUNNY」タイトル曲。
13. フレイバーポケット
「フレイバー」と「フレーバー」で表記が一定していない（この辞書では、アルバムの歌詞カード表記に従って「フレイバー」とする）。
  - 自賛歌 〜our songs〜

前曲「フレイバーポケット」の隠しトラック。5分程度の空白部分の後で曲が始まる。CDを取ったところに手書きで書かれたこの曲の歌詞が掲載されている。

- クレジット
作詞:KAZZNORI（M1、M2、M6〜M9、M12、M13）、SACO&KAZZNORI（M3〜M5、M10、M11、M14）
作曲:KAZZNORI（M1〜M5、M7、M8、M10、M12〜M14）、KAZZNORI&TSUKASA（M6、M11）、TSUKASA（M9）
編曲:Jazzy-KANAI&SHONEN KAMIKAZE（M1〜M14）